# Torneo de Queen's Club 2024
El cinch Championships 2024 fue un evento de tenis del ATP Tour 2024, en la serie ATP 500. Fue disputado en Londres, Reino Unido desde el 17 hasta el 23 de junio de 2024.

## Distribución de puntos
| Modalidad            | Campeón | Finalista | Semifinales | Cuartos de final | 2.ª ronda | 1.ª ronda | Clasificados | 2.ª ronda de clasificación | 1.ª ronda de clasificación |
| Individual masculino | 500     | 330       | 200         | 100              | 50        | 0         | 25           | 13                         | 0                          |
| Dobles masculino     | 500     | 300       | 180         | 90               | –         | –         | 45           | 25                         | 0                          |

## Cabezas de serie

### Individual masculino
| Tenista         | Ranking | Preclasificado |
| Carlos Alcaraz  | 2       | 1              |
| Álex de Miñaur  | 9       | 2              |
| Grigor Dimitrov | 10      | 3              |
| Taylor Fritz    | 12      | 4              |
| Tommy Paul      | 13      | 5              |
| Ben Shelton     | 14      | 6              |
| Holger Rune     | 15      | 7              |
| Ugo Humbert     | 16      | 8              |

- Ranking del 10 de junio de 2024.[2]

### Dobles masculino
| Tenista                                  | Ranking | Preclasificado |
| Rohan Bopanna Matthew Ebden              | 5       | 1              |
| Rajeev Ram Joe Salisbury                 | 11      | 2              |
| Marcelo Arévalo Mate Pavić               | 16      | 3              |
| Ivan Dodig Austin Krajicek               | 28      | 4              |
| Wesley Koolhof Nikola Mektić             | 29      | 5              |
| Santiago González Édouard Roger-Vasselin | 30      | 6              |
| Neal Skupski Michael Venus               | 38      | 7              |
| Taylor Fritz Karen Khachanov             | 303     | 8              |

## Campeones

### Individual masculino
Tommy Paul venció a  Lorenzo Musetti por 6-1, 7-6(10-8)

### Dobles masculino
Neal Skupski /  Michael Venus vencieron a  Taylor Fritz /  Karen Khachanov por 4-6, 7-6(7-5), [10-8]